# Silas A. Holcomb
Silas Alexander Holcomb, född 25 augusti 1858 i Gibson County, Indiana, död 25 april 1920 i Bellingham, Washington, var en amerikansk politiker (Populistpartiet). Han var Nebraskas guvernör 1895–1899.
Holcomb studerade juridik och inledde 1882 sin karriär som advokat i Broken Bow. Senare tjänstgjorde han som domare. Populistpartiet utsåg honom till partiets kandidat i guvernörsvalet 1894. Han fick stöd från William Jennings Bryan och ett stort antal så kallade silverdemokrater. Som en fusionskandidat som fick stöd från både populister och demokrater vann han valet och omvaldes 1896 med en stor majoritet.
Holcomb efterträdde 1895 Lorenzo Crounse som Nebraskas guvernör och efterträddes 1899 av William A. Poynter.
Holcomb avled 1920 och gravsattes på Broken Bow Cemetery i Broken Bow.